# Сигне Рийсало
Сигне Рийсало (на естонски: Signe Riisalo) е естонска политичка, член на Естонската реформаторска партия. Тя е бивша депутатка в Рийгикога (2019 – 2021). От 26 януари 2021 г. е министър на социалната защита на Естония в правителството на Кая Калас.

## Биография
Родена е на 8 октомври 1968 г. в град Талин, Естонска ССР, СССР. През 1987 г. завършва средно училище № 1 в Талин. През 1989 г. завършва Икономическия факултет на Талинския политехнически институт (по-късно Талински технически университет), през 1995 г. социални дейности в Талинския университет, през 2008 г. право в Талинския университет, през 2017 г. социална педагогика в Талинския университет, през същата година влиза в магистърска програма по социална педагогика и закрила на детето.
От 1987 до 1990 г. е техник в Държавния проектантски институт „Естселхозпроект“, от 1990 до 1993 г. е сътрудник в Държавната канцелария. От 1993 до 2019 г. работи в социалното министерство.
От 1990 до 1994 г. е член на Естонската либерално-демократическа партия. През 1994 г. става член на Естонската реформаторска партия. След оставката на Арто Аас през 2019 г., който заема поста ръководител на Централния съюз на работодателите, тя става депутат на негово място в Рийгикога, и става член на комисията за решаване на проблема с демографската криза и член на социалната комисия.
На 26 януари 2021 г. е назначена за министър на социалната защита в първото правителство на Кая Калас, като запазва длъжността си във второто и третото правителство на Кая Калас. Под нейното ръководство като министър от 1 януари 2024 г. Естония узаконява еднополовите бракове.

## Личен живот
През 1999 г. тя се омъжва за Тийт Рийсало, те имат син и дъщеря.